# Constitución del Estado Anzoátegui
Constitución del Estado Anzoátegui
es la ley fundamental del estado oriental venezolano de Estado Anzoátegui. Fue aprobada en la ciudad de Barcelona  por el parlamento regional de esa entidad federal conocido como Consejo Legislativo del Estado Anzoátegui en 2002 de acuerdo a lo establecido en la Constitución nacional de Venezuela de 1999.

## Historia
La primera constitución del estado fue aprobada por la desaparecida asamblea legislativa del estado anzoátegui en 1985, siendo reformada en el año 1993. La Constitución Nacional de 1999 establecía la obligación y el derecho de cada uno de los estados de Venezuela a organizar sus propias instituciones, gobierno, leyes, y constitución estadal.
El primer anteproyecto de constitución se venía discutiendo desde el año 2000, con el apoyo de diversas instituciones públicas y privadas. En el año 2001 una comisión multidisciplinaria de ciudadanos elegidos democráticamente y formalizada por el Consejo Legislativo redactó la actual Constitución; Tal comisión estuvo conformada por: 1) Lic. en Adm. Profesor UDO, Julián Villarroel; 2) Lic. en Adm. de Empresas y Esp. en Planificación, Berthing León Villanueva; 3) Lic. en Sicología Social, Moisés Tolosa Picón (+); 4) Ing. en Petróleo, Oscar Pereira Larez; 5) Abogado, Luis Germán Pérez; 6) Historiador Profesor, Rafael Dumm (+) ; 7) Ingeniero, Ricardo Franceschi; 8) Lic. en Sociología, Jesús Galindo; 9) Abogado, Alfredo Peña; 10) Lic. Educ. Profesora UDO, Francia Tovar; 11) Lic. en Contaduría, Leidis Villarroel; 12) Lic. en Politología, Víctor Gómez Marín y 13) Abogado, Juan Ortíz. El 30 de mayo de 2002 el Consejo Legislativo del Estado Anzoátegui finalmente la aprobó por mayoría de sus integrantes.
El 1 de julio de 2002 fue publicada en la gaceta oficial del Estado Anzóategui.

## Composición
Esta posee 227 artículos, 1 preámbulo, 9 títulos con sus respectivos capítulos y 10 disposiciones transitorias.

## Características
- Establece que el estado posee su propio gobernador elegido cada 4 años; y su propio parlamento regional llamado Consejo legislativo elegido cada cuatro (4) años.
- El artículo 8 establece que el Idioma oficial del estado es el Castellano, El idioma indígena Kariña y otros idiomas aborígenes también son oficiales para los pueblos indígenas que los hablen.[2]
- Organiza los poderes públicos del estado.
- Establece la división político territorial del estado.
- Establece y organiza la contraloría general del estado[1]
- Reconoce y protege los derechos de los pueblos indígenas del estado entre ellos el Kariña y el cumanagoto, del artículo 86 al 91.[2]
- Reconoce derechos y protección a la familia, mujer, ancianos y los niños.[1]
- Establece diversas modalidades para el referéndum popular.[1]
- Establece que la Bandera del Estado debe tener el color amarillo, azul celeste y verde[1]

## Modificaciones
Según el artículo 225 de Constitucíón estadal, las enmiendas o reformas pueden ser solicitadas por el 15% de los electores inscritos, 30% de los integrantes del parlamento o el gobernador del estado Anzoátegui.